# سماك مكتسب
السُماك المكتسب (أو "السماك غير الموروث")(باللاتينية:  Ichthyosis acquisita) هو عبارة عن اضطراب سريري وتشريحي مماثل للسُماك الشائع.:565

## الحالات المرتبطة
قد يكون تطور السُماك في مرحلة البلوغ مظهرًا من مظاهر الأمراض الجهازية، ويتم وصف حدوثه بالاقتران مع الأورام الخبيثة والعقاقير والغدد الصماء والأمراض الأيضية وفيروس نقص المناعة البشرية والعدوى وأمراض المناعة الذاتية.:494
عادة ما يرتبط بالأشخاص الذين يعانون من مرض هودجكين ولكنه يحدث أيضًا مع مرضى فطار فطراني والغرن الخبيث وغرن كابوزي وسرطانة الأحشاء. وقد تحدث في الأشخاص الذين يعانون من مرض الجذام والإيدز والسل وحمى التيفية.